# Штамбах
Штамбах (њем. Stammbach) град је у њемачкој савезној држави Баварска. Једно је од 27 општинских средишта округа Хоф. Према процјени из 2010. у граду је живјело 2.437 становника. Посједује регионалну шифру (AGS) 9475175.

## Географски и демографски подаци
Штамбах се налази у савезној држави Баварска у округу Хоф. Град се налази на надморској висини од 550 метара. Површина општине износи 34,7 km². У самом граду је, према процјени из 2010. године, живјело 2.437 становника. Просјечна густина становништва износи 70 становника/km².